# De Soto (Kansas)
De Soto è un comune degli Stati Uniti d'America, situato nello Stato del Kansas, diviso tra la contea di Johnson e la contea di Leavenworth.